# Maciej Wilusz
Maciej Wilusz (Breslavia, 25 settembre 1988) è un ex calciatore polacco, di ruolo difensore.

## Carriera

### Nazionale
Il 18 gennaio 2014 ha esordito in nazionale nell'amichevole Polonia-Norvegia (3-0).

## Palmarès

### Club

#### Competizioni nazionali
- Campionato polacco: 1

Lech Poznań: 2014-2015
- Supercoppa di Polonia: 2

Lech Poznań: 2015, 2016